# De Koer (Gent)
De Koer is een Vlaams kunstencentrum in de Belgische stad Gent. Het is zowel een buurtcentrum als een plek die ruimte biedt aan verschillende kunstdisciplines. De Koer is gevestigd in de voormalige Feestzaal De Meibloem. 

## Geschiedenis
Feestzaal De Meibloem is ontworpen door Ferdinand Dierkens. De bouw startte in 1911 in opdracht van de socialistische coöperatie de Vooruit. Het gebouw was oorspronkelijk een volkshuis, cinema en theaterzaal, en heette aanvankelijk 'De Verbroedering'.
In 2016 gaf VZW de vergunning het gebouw de nieuwe naam De Koer en realiseerde er een buurt- en kunstencentrum. Het gebouw is door vrijwilligers en buurtbewoners gerenoveerd en verbouwd. De zaal wordt gebruikt als theaterzaal, concertzaal, café, bioscoop en feestzaal.
De Koer verkreeg voor 35 jaar een erfpacht op het gebouw.